# Praskovia Saltykova
Praskovia Feodorovna Saltykova (em russo: Прасковья Фёдоровна Салтыкова), (12 de outubro de 1664 – 13 de outubro de 1723) foi uma czarina da Rússia, esposa do czar Ivan V da Rússia. Era mãe da imperatriz Ana da Rússia. Teve um papel importante como "primeira-dama" da corte russa entre 1698 e 1712.